# Retschnoje (Kaliningrad, Prawdinsk)
Retschnoje (russisch Речное, deutsch Redden) ist ein untergegangener Ort in der russischen Oblast Kaliningrad (Gebiet Königsberg (Preußen)). Seine Ortsstelle liegt im Gebiet der heutigen Prawdinskoje gorodskoje posselenije (Stadtgemeinde Prawdinsk, deutsch Friedland (Ostpr.)) im Rajon Prawdinsk.

## Geographische Lage
Die Ortsstelle von Retschnoje liegt am Westufer der Lawa (deutsch Alle, polnisch Łyna) in der südlichen Mitte der Oblast Kaliningrad. Bis zur einstigen Kreisstadt Wehlau (russisch Snamensk) sind es zehn Kilometer in nördlicher Richtung, und bis zur heutigen Rajonshauptstadt Prawdinsk sind es 14 Kilometer in südwestlicher Richtung.
Eine Nebenstraße, die bei Rodniki (deutsch Leißienen) von der russischen R 514 (einstige deutsche Reichsstraße 142) abzweigt, verläuft durch die Ortsstelle Retschnoje. Sie endet allerdings im ebenfalls nicht mehr existenten Ort Pawenkowo (deutsch Klein Engelau), der heute im Gebiet eines unzugänglichen Militärgeländes liegt.

## Geschichte
Im Jahre 1405 wird das Vorwerk Ruddni, auch Ruddin, erstmals erwähnt und im Jahre 1785 auch als „Mühle“ genannt. Bis 1945 war der Ort ein Wohnplatz der Gemeinde Leißienen (russisch Rodniki) im ostpreußischen Kreis Wehlau. Die Einwohnerzahl Reddens belief sich im Jahre 1905 auf 74.
Nachdem im Jahre 1945 in Kriegsfolge das gesamte nördliche Ostpreußen an die Sowjetunion gefallen war, bekam Redden 1950 die russische Namensform „Retschnoje“. Der Ort wurde in den ersten Nachkriegsjahren erst noch besiedelt, dann aber schon lange vor 1975 verlassen und aufgegeben. Seine Ortsstelle war ab 1947 zum Druschbinski selski sowjet (Dorfsowjet Druschba, deutsch Allenburg) einbezogen. Heute gehört das einstige Retschnoje zur Selbstverwaltungseinheit Prawdinskoje gorodskoje posselenije (Munizipal-/Stadtkreis Prawdinsk, deutsch Friedland (Ostpr.)) in der Oblast Kaliningrad, die seit 1991 der Russischen Föderation zugehört.

## Kirche
Bis 1945 war Redden in die evangelische Pfarrkirche Allenburg (russisch Druschba) in der Kirchenprovinz Ostpreußen der Kirche der Altpreußischen Union eingegliedert.